# Reisvoorbereiding

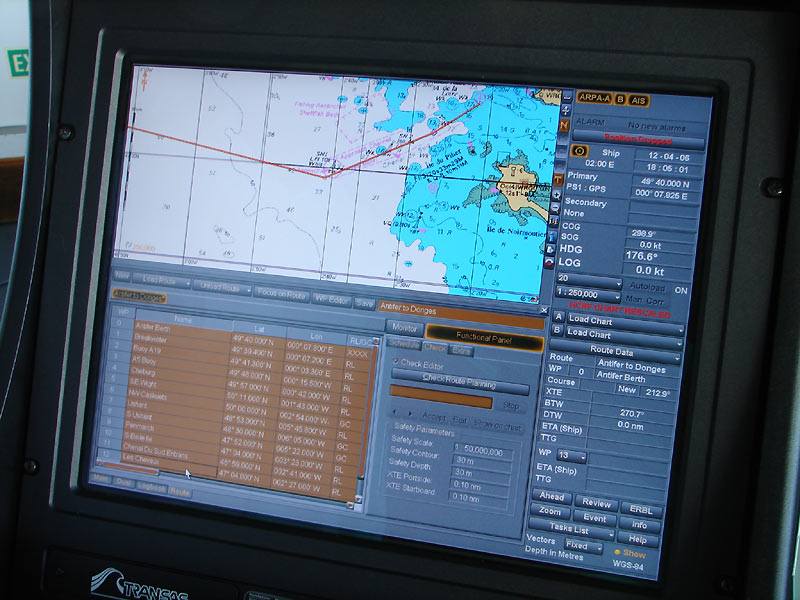
Reisvoorbereiding met moderne apparatuur.

Reisvoorbereiding (voyage planning of passage planning) is het voorbereiden van een reis. Richtlijnen hiervoor zijn vastgelegd in IMO resolutie A.893(21), Guidelines For Voyage Planning.
De reisvoorbereiding en -uitvoering kan in verschillende fases worden opgedeeld:
- evaluatie;
- planning van het traject en de navigatie;
- uitvoering van de reis;
- controle van de navigatie.

Tijdens deze voorbereiding wordt het hele traject dat het schip zal afleggen uitgestippeld. De reisvoorbereiding omvat het vertrek uit de laatst aangedane haven, het traject naar de volgende haven en de aankomst in deze haven. Dikwijls wordt dan ook gesproken over van kade naar kade. Het internationale zeerecht stelt dat het voorbereiden van een reis de verantwoordelijkheid van de kapitein is, maar in de praktijk wordt de reisvoorbereiding meestal aan de tweede stuurman gedelegeerd.
Van oudsher werd naast de zeekaarten al gebruikgemaakt van onder meer zeemansgidsen om de koerslijnen te bepalen. Gaandeweg is dit uitgegroeid tot een structurele risicoanalyse.

## Evaluatie
De evaluatie begint met het vaststellen van de:
- zeewaardigheid
- diepgang
- manoeuvreergegevens
- ladinggegevens

Op basis hiervan wordt de route voorbereid met gebruikmaking van:
- zeekaarten, waaronder overzichtskaarten, routekaarten en overzeilers
- zeemansgidsen, waaronder de Ocean Passages for the World
- nautische boekwerken als getijtafels, stroomatlassen, lichtenlijsten en radiolijsten
- weerroutering
- verkeersscheidingsstelsels en VTS
- scheepvaartdrukte
- loodsstations
- Guide to Port Entry of vergelijkbare haveninformatie

## Planning
Op basis van de evaluatie kan worden vastgesteld waar veilig en economisch gevaren kan worden en waar de grenzen daarvan liggen. Hierna volgt een gedetaileerde planning:
- Bij papieren zeekaarten de keuze van kaarten met een passende kaartschaal
- Het uitzetten van koerslijnen of routepunten rekening houdend met:
  - gevaren voor de navigatie zoals wrakken en ondieptes
  - verkeersscheidingsstelsels
  - maritieme milieubeschermingsgebieden
- bepaling van de veilige vaart op elk deel van het traject, rekening houdend met:
  - waterdiepte
  - squat
  - bochtstraal (R) met bochtsnelheid (RoT) bij koerswijzigingen (v = RoT * R)
- bepaling vereiste kielspeling (UKC) bij beperkte waterdieptes, rekening houdend met:
  - verschil in dichtheid met zeewater
  - Category Zone of Confidence (CATZOC)
  - squat
  - verwachte scheepsbewegingen of zeegedrag
  - getij
- veranderingen van voortstuwing
- bepaling van het wheel-over point (WOP) en de wheel-over line (WOL) bij koerswijzigingen, rekening houdend met:
  - vaart
  - bochtstraal
  - zeestroom en getijstroom
- methodes van plaatsbepaling met de vereiste positienauwkeurigheid op elk deel van het traject
- noodplan met vluchthavens en ankerplaatsen in geval van slecht weer of andere noodgevallen

Deze reisvoorbereiding moet voor vertrek goedgekeurd zijn door de kapitein.

## Uitvoering
Zodra het schip op vertrek ligt, moet bepaald worden of aan bovenstaande voorwaarden voldaan is en:
- de tijden en hoogtes van laag- en hoog water en getijstroom
- weersomstandigheden, waaronder ook het zicht
- weersvoorspellingen
- effect van tijd van de dag
- scheepvaartdrukte

## Controle
Tijdens de reis moet de reisvoorbereiding geraadpleegd kunnen worden. Benodigde aanpassingen moeten duidelijk gemarkeerd en gecommuniceerd worden.